# Héctor Cabello
Héctor Antonio Cabello Tabilo (La Serena, Chile, 14 de enero de 1966) es un exfutbolista chileno. Jugaba de mediocampista.

## Trayectoria
Debutó profesionalmente en Deportes La Serena en 1982, con el conjunto granate logró el título de Segunda División en 1987 y la participación en la Liguilla Pre-Libertadores, en sus ediciones de 1988 y 1989. En 1993 emigró al archirrival Coquimbo Unido. 
En 1994 jugó en Regional Atacama, donde fue uno de las figuras de los albirrojos, que ese año obtuvieron el sexto lugar en el torneo de Primera División. Al año siguiente regresó a Coquimbo Unido donde realizó regulares campañas, permaneciendo hasta 1998. 
También jugó en Santiago Wanderers, donde obtuvo el subcampeonato en el torneo de la Primera B de 1999, obteniendo el ascenso a la Primera División. Regresó finalmente a Deportes La Serena el año 2000, poniendo fin a su trayectoria a finales de ese año.

## Selección nacional
Formó parte de la Selección Sub-20 que jugó la Copa Mundial de Fútbol Juvenil de 1987 que obtuvo el cuarto lugar.

### Participaciones en Copas del Mundo
| Mundial                                | Sede  | Resultado    |
| -------------------------------------- | ----- | ------------ |
| Copa Mundial de Fútbol Juvenil de 1987 | Chile | Cuarto lugar |

## Clubes
| Club               | País  | Año       |
| ------------------ | ----- | --------- |
| Deportes La Serena | Chile | 1982-1992 |
| Coquimbo Unido     | Chile | 1993      |
| Regional Atacama   | Chile | 1994      |
| Coquimbo Unido     | Chile | 1995-1998 |
| Santiago Wanderers | Chile | 1999      |
| Deportes La Serena | Chile | 2000      |

## Palmarés

### Títulos nacionales
| Título    | Equipo             | País  | Año  |
| --------- | ------------------ | ----- | ---- |
| Primera B | Deportes La Serena | Chile | 1987 |